# Henriette Le Forestier d'Osseville
Pour les articles homonymes, voir Le Forestier.
Henriette Le Forestier d'Osseville (Rouen, 19 avril 1803 - Upper Norwood, 28 avril 1858) en religion Mère Sainte Marie est une religieuse française fondatrice des sœurs de Notre Dame de Fidélité.

## Biographie

### Dernières années
Entre 1851 et 1857, elle reprit à nouveau sa direction de la communauté de Délivrande mais restait toujours avec ses orphelines,. Puis, la révérende mère retourna en mai 1857 à Norwood à la suite de l'expiration de sa mission en France. En effet, le projet d'un nouvel orphelinat à Norwood, inauguré enfin le 24 septembre 1857, avait besoin des soutiens de cette supérieure de sagesse. 
L'année 1857 s'illustrait également de la fondation du troisième établissement à Roseau où l'évêque Désiré-Michel Vesque qui avait été nommé le 26 octobre 1856, le plus intime prêtre  de Mère Sainte Marie en France et en Angleterre, était chargé d'y évoluer l'évangélisation. En faveur de ce collaborateur, la supérieure de Norwood fit envoyer huit religieuses vers Roseau en 1857.   
Toutefois, à partir du mois de février 1858, sa santé dégrada. Si elle réussit à rétablir sa fonction dans la joie de Pâques, Henriette Le Forestier d'Osseville y décéda, le mercredi 28 avril 1858, au matin.
Elle fut inhumée au couvent de Délivrande parmi ses chères sœurs de communauté qu'elle avait fondée.

Deux ans plus tard, une nécrologie importante apparut outre-Manche dans The Catholic Directory, intitulé Memoir of the Rev. Mother St. Mary (born Henriette Le Forestier d'Osseville), Foundress and late Superioress of the Couvent of our Lady of the Orphans, Norwood, Surrey. Il s'agit de l'une des premières biographies sûrs concernant cette éducatrice. La nécrologie résumait sa vie avec le psaume 126 versets V et VI, paraphrasés :

« Qui seminant in lacrimis, in exultatione metent. Euntes ibant et flebant, mittentes semina sua ; venientes autem venient cum exultatione, portantes manipulos suos.
Ces captifs qui versaient des larmes en semant pour leurs vainqueurs moissonneront en chantant des cantiques de réjouissance. Ils semaient à pas lents, levaient les bras à regret : pleins d'allégresse, ils accourront à l'envi, enlèveront les gerbes, feront retentir les champs de leurs cantiques. »

## ISNI
- ISNI : 0000 0000 3929 4748